# Kali Yug, la dea della vendetta
Kali Yug, la dea della vendetta è un film italiano del 1963 diretto da Mario Camerini.